# 15118 Elizabethsears
15118 Elizabethsears este un asteroid din centura principală de asteroizi.

## Descriere
15118 Elizabethsears este un asteroid din centura principală de asteroizi. A fost descoperit pe 28 februarie 2000 la Socorro, New Mexico, în cadrul proiectului LINEAR. Asteroidul prezintă o orbită caracterizată de o semiaxă mare de 2,38 ua, o excentricitate de 0,10 și o înclinație de 3,4° în raport cu ecliptica.